# Slice (chaîne de télévision)
Pour les articles homonymes, voir Slice.
Slice est une chaîne de télévision canadienne anglophone spécialisée de catégorie A appartenant à Corus Entertainment sur le style de vie s'adressant principalement aux femmes et inclut des émissions de télé-réalité et des talk-shows.

## Histoire
En juin 1994, Your Channel Television Inc, une société majoritairement détenue par Atlantis Communications, a obtenu une licence auprès du CRTC pour le service YOU: Your Channel « qui offrira une programmation se composant de documentaires et d'émissions d'information… en cinq thèmes différents. "Habitat" mettra l'accent sur des émissions touchant le foyer et l'environnement; "Bodyworks" couvrira la mise en forme, la santé et la nutrition; "Food Plus" inclura des émissions se rapportant à la cuisine et aux aliments; "Explorations" portera sur les voyages, l'aventure et la nature; et "Relationships" se concentrera sur les rapports parents-enfants, les soins à l'enfant, les carrières et les relations personnelles ».
La chaîne est lancée le 1er janvier 1995 sous le nom Life Network.
En juin 1998, Atlantis fusionne avec Alliance Communications, alors propriétaire de History et Showcase, afin de former Alliance Atlantis Communications. La transaction est approuvée par le CRTC en mai 1999. La programmation a pris un tournant vers les téléréalités et les talk shows.
Le 5 mars 2007, après un sondage effectué en ligne, la chaîne est devenue Slice.
Le 18 janvier 2008, CW Media (Canwest et Goldman Sachs) fait l'acquisition d'Alliance Atlantis. Sous les dettes, Shaw Communications fait l'acquisition de CW Media le 27 octobre 2010 et Slice fait maintenant partie de Shaw Media.
Le 29 mai 2013, une version haute définition de la chaîne a été lancée.
Depuis le 1er avril 2016, Shaw Media appartient désormais à Corus Entertainment.

## Identité visuelle (logo)

Logo de Life Network de 2003 à 2007
Logo de Slice de 2007 à 2016
Logo de Slice de 2016 à 2017

## Programmation

### Productions originales
- At the End of My Leash (en) (2007-2010)
- Big Brother Canada (en) (depuis 2013)
- Birth Stories (en) (2000-2004)
- Bulging Brides (en) (2008-2010)
- Chop Shop (en) (2009)
- Dogs with Jobs (en) (2000-2004)
- Intervention Canada (en) (2011-2012)
- The Last 10 Pounds Bootcamp (en) (2007-?)
- Life's Little Miracles (en) (1999-2000)
- The List (en) (2007-2008)
- Money Moron (en) (2013)
- My Teenage Wedding (en) (2012-2013)
- Prince$$ (en) (2010-2012)
- Project Runway Canada (en) (2007-2009)
- The Real Housewives of Toronto (en) (2017)
- The Real Housewives of Vancouver (en) (2012-2013)
- Rich Bride Poor Bride (en) (2006-2011)
- Superstar Hair Challenge (en) (2007)
- Til Debt Do Us Part (en) (2005-2011)
- U8TV: The Lofters (en) (2001-2002)
- Unusually Thicke (en) (2014-2015)
- Zoo Diaries (en) (2000-2007)

### Acquisitions
- Average Joe
- Beauty and the Geek
- The Biggest Loser
- The Biggest Loser Australia
- Brat Camp (en)
- Celebrity Paranormal Project (en)
- The Call
- The Glee Project
- Nanny 911 (en)
- Paradise Hotel (en)
- Project Catwalk (en)
- Projet haute couture (Project Runway)
- Rocker Moms
- The Real Housewives of Orange County
- Sexual Secrets
- Top coiffure (Shear Genius)
- Trading Spouses (en)
- Wedding SOS